# Англ сир л'Англен
Англ сир л'Англен (фр. Angles-sur-l'Anglin) је насељено место у Француској у региону Поату-Шарант, у департману Вијена.
По подацима из 2011. године у општини је живело 381 становника, а густина насељености је износила 25,83 становника/km².

## Демографија
| 1962. | 1968. | 1975. | 1982. | 1990. | 2011. |
| ----- | ----- | ----- | ----- | ----- | ----- |
| 689   | 665   | 581   | 465   | 424   | 381   |